# Pedro Amaro
Pedro Amaro es una localidad del estado mexicano de Morelos. Es parte del municipio de Jojutla.

## Demografía
| Gráfica de evolución demográfica |
|                                  |

| Censo | Población |
| ----- | --------- |
| 1970  | 879       |
| 1980  | 2303      |
| 1990  | 3725      |
| 2000  | 5062      |
| 2010  | 5551      |
| 2020  | 5748      |